# 仙台市立新田小学校
仙台市立新田小学校（せんだいしりつ しんでんしょうがっこう）は、宮城県仙台市宮城野区にある公立小学校である。

## 概要
仙台市東部に位置する新田地区に小学校が有り、学区は東北本線、仙台バイパス、梅田川に囲まれたエリアとなっている。2020年現在、児童数は1000人を超えている。

## 沿革
出典
- 1966年（昭和41年）
  - 4月1日 - 仙台市立東仙台小学校より分離開校。
  - 8月27日 - 校章制定。
- 1997年（平成9年）3月 - 30周年記念事業タイムカプセル。
- 2006年（平成18年）11月 - 開校40周年記念式挙行し、祝う会開催。
- 2011年（平成23年）3月11日 - 14時46分頃に東日本大震災発生。児童は全員無事だったが、学校施設への破損個所が多数生じた。本校に避難所開設（3月31日まで）。
- 2012年（平成24年）3月 - 校舎改築のため、小鶴新田駅前の仮校舎へ移転。
- 2014年（平成26年）4月 - 校舎改築工事完了に伴い、現在地に戻る。
- 2015年（平成27年）5月 - 校舎改修工事完了し、校庭使用開始式挙行。
- 2016年（平成28年）
  - 3月 - 太陽光発電システム工事完了。
  - 10月 - 開校50周年記念式典挙行し、祝賀会開催。
- 2020年（令和2年）3月 - 新型コロナウイルス感染症拡大防止のため、5月31日まで臨時休業の措置を採った。

## 教育目標
『心豊かでたくましく、学びを求め続ける子どもの育成』
- ◇思いやりのある子ども
  - 思いやりの心をもち、友達と協力し続ける子ども
- ◇たくましい子ども
  - 心身のたくましさと強い意志をもち、ねばり強くやり続ける子ども
- ◇自ら学ぶ子ども
  - 自分の目標と意欲をもち、学びを求め続ける子ども

## 通学区域
出典
- 新田1丁目
- 新田2丁目
- 新田3丁目
- 新田4丁目
- 新田5丁目（1番の一部を除く）
- 新田東1丁目
- 新田東2丁目
- 新田東3丁目
- 新田東4丁目
- 新田東5丁目
- 小鶴（字後堤、字内沼、字草谷地、字境谷地中、字境谷地西、字七反田東、字七反田南、字千刈田、字銚子口、字築留、字野谷地東、字野谷地南、字羽黒、字羽山、字前谷地、字吉川、字籠田、字籠田南）
- 燕沢（字前塚）
- 原町苦竹（字北谷地下、字新田北、字新田西、字松山）

## 進学先中学校
出典
- 仙台市立東仙台中学校 - 上記通学区域から、下記西山中学校の通学区域を除く地域から通う児童の主な進学先
- 仙台市立西山中学校 - 新田4丁目（3番、4番、8番、9番、14番）、小鶴（字七反田南、字羽山の一部）、燕沢（字前塚）から通う児童の主な進学先

## 周辺
- 小鶴公園 - 仙台市道をはさんで、敷地が隣接。
- 新田公園
- 社会福祉法人仙台市民生児童委員会認定こども園新田こばと園 - 進学前こども園のひとつ。
- このほか、小中規模のマンション・アパートも点在。

## アクセス
学校正門（校門）まで
- 仙台市営バス「215・K215」系統で、終点「新田二丁目東」停留所から、徒歩約185m・約3分。
- JR東日本
  - 東北本線東仙台駅から、徒歩約865m・約13分。
  - 仙石線小鶴新田駅から、徒歩約1km・約15分。